# Philomusaea
Philomusaea is een geslacht van vlinders van de familie sikkelmotten (Oecophoridae), uit de onderfamilie Oecophorinae.

## Soorten
- P. brachyxysta Meyrick, 1931
- P. craterias Meyrick, 1931
- P. elissa Meyrick, 1931
- P. incommoda Meyrick, 1931
- P. meniscogramma Clarke, 1978